# Myotis keenii
Il pipistrello di Keen (Myotis keenii, Merriam, 1895) è un pipistrello della famiglia dei Vespertilionidi diffuso nell'America settentrionale.

## Descrizione

### Dimensioni
Pipistrello di piccole dimensioni, con la lunghezza della testa e del corpo tra 40,4 e 55 mm, la lunghezza dell'avambraccio tra 35,4 e 37,4 mm, la lunghezza della coda tra 31 e 42,2 mm, la lunghezza del piede tra 7,4 e 9 mm, la lunghezza delle orecchie tra 14,6 e 18,6 mm.

### Aspetto
La pelliccia è fine e densa. Le parti dorsali sono marroni lucide, mentre le parti ventrali sono giallo-brunastre. La base dei peli è grigio scuro ovunque. Le orecchie sono nere, lunghe e strette. Il trago è lungo, diritto, con un lobo rotondo basale e un incavo superficiale. Le membrane alari sono nerastre e attaccate posteriormente alla base delle dita dei piedi, i quali sono piccoli. Il calcar è lungo, leggermente più tozzo alla base e con un piccolo lobo alla fine. L'estremità della lunga coda si estende oltre l'ampio uropatagio.

## Biologia

### Comportamento
Si rifugia nei crepacci, tra rocce riscaldate geotermicamente nelle terme dell'isola di HotSpring in Canada, nelle cavità degli alberi, sotto le cortecce staccate e negli edifici. I siti dove partoriscono e si nutrono in estate sono posti al disotto dei 240 metri di altitudine, mentre le grotte dove vanno in ibernazione in inverno sono a oltre 400 metri.

### Alimentazione
Si nutre di insetti, in zone aperte come le pozze di acque termali o le radure tra gli arbusteti di Gaultheria shallon

## Distribuzione e habitat
Questa specie è diffusa lungo le coste pacifiche dello stato di Washington, Columbia Britannica, incluse le isole di Vancouver e Haida Gwaii e l'Alaska sud-orientale.
Vive nelle foreste mature costiere.

## Conservazione
La IUCN Red List, considerato il vasto areale e la popolazione presumibilmente numerosa, classifica M.keenii come specie a rischio minimo (Least Concern)).